# Redondasuchus
Redondasuchus é um género extinto de aetossauro. Pode ser um sinónimo do Typothorax coccinarum, outro aetossauro. Redondasuchus é um membro do clado Typothoracisinae dentro da subfamília Aetosaurinae, e viveu durante o período Noriano do Triássico Superior. Material pertencente ao género  foi encontrado na Formação Redonda no leste-central do Novo México. O representante da espécie (Espécie-tipo), Redondasuchus reseri, foi nomeado em 1991 depois de ter sido referida como uma espécie de Typothorax desde 1985. A segunda espécie, Redondasuchus rineharti, foi descrita em 2006.

## Descrição e Espécies
Redondasuchus foi nomeado primeiramente com a descrição da Espécie-tipo, R. reseri, em 1991. R. reseri foi nomeado com base em escamas isoladas encontrados no Cânion Apache e Shark Tooth Hill no Condado de Quay, Novo México. R. rineharti foi descrito em 2006 a partir de várias escamas e parte de um fêmur direito encontrados no Cânion Apache.
Enquanto outros aetossauros têm escamas cobertas de buracos e sulcos que frequentemente formam padrões radiais, as escamas do Redondasuchus são densamente cobertas de buracos e falta de qualquer padronização. As escamas paramedianas dorsais (aquelas da parte de trás) são os únicos que estão em ângulo de aproximadamente 45 °. Em outros aetossauros, o arco das escamas são suaves nas costas e em torno da linha média, e as escamas laterais que estão abaixo deles e percorrem o lado do animal.
O paramedianos dorsais de R. reseri são menores que os do R. rineharti. Em ambas as espécies, cada paramediano possui uma quilha na parte inferior que se estende desde a borda mediana (perto da borda das vértebras) para a área de flexão das escamas.

## Filogenia
Heckert em 1996 considerou o Redondasuchus como parte dos avançados de aetossauros que também incluiam Neoaetosauroides, Longosuchus, Desmatosuchus, Paratypothorax e Typothorax.